# 36 dramatiska situationer
36 dramatiska situationer (franska: 36 situations dramatiques) är en lista som framlades 1916 av författaren Georges Polti i en bok med samma namn. Poltis tes är att dessa 36 situationer uttömmande beskriver alla dramatiska situationer som dyker upp i berättelser eller teaterpjäser.
För att få fram listan analyserade Polti klassiska grekiska texter, liksom klassiska och samtida franska verk. Han inspirerades av Carlo Gozzi och Johann Wolfgang von Goethe.

## Lista
1. Bön om befrielse
2. Befrielse
3. Brott och hämnd
4. Blodshämnd
5. Förföljelse
6. Hemsökelse
7. Offer för olycka eller illdåd
8. Revolt
9. Djärvt föredrag
10. Bortrövande
11. Gåta
12. Att nå sitt mål
13. Familjehat
14. Rivalitet inom familjen
15. Äktenskapsbrott med mord
16. Mentalsjukdom
17. Ödesdiger obetänksamhet
18. Omedvetna kärleksbrott
19. Mord på okänd släkting
20. Att offra sig för ett ideal
21. Att offra sig för en närstående
22. Allt offras för en lidelse
23. Nödvändigheten att offra en älskad
24. Rivalitet mellan en överlägsen och en underlägsen
25. Äktenskapsbrott
26. Brottslig kärlek
27. Upptäckt av en älskads vanära
28. Förhinder av kärlek
29. Att älska en fiende
30. Ärelystnad
31. Konflikt med Gud
32. Oberättigad svartsjuka
33. Misstag (felbedömning)
34. Ånger
35. Återfinnande av en förlorad
36. Förlust av en älskad